# Collegio plurinominale Calabria - 02
Il collegio elettorale plurinominale Calabria - 02 è stato un collegio elettorale plurinominale della Repubblica Italiana per l'elezione della Camera tra il 2017 ed il 2022.

## Territorio
Come previsto dalla legge elettorale italiana del 2017, il collegio era stato definito tramite decreto legislativo all'interno della circoscrizione Calabria.
Il collegio comprendeva la zona definita dai quattro collegi uninominali Calabria - 04 (Catanzaro), Calabria - 06 (Vibo Valentia), Calabria - 07 (Gioia Tauro) e Calabria - 08 (Reggio Calabria).

## Dati elettorali

### XVIII legislatura
Come previsto dalla legge elettorale, 386 deputati erano eletti in 63 collegi plurinominali con ripartizione proporzionale a livello nazionale tra le coalizioni e le singole liste che avessero superato la soglia di sbarramento stabilita.
Nel collegio venivano eletti 11 deputati.
| Liste          | Liste                                       | Proporzionale | Proporzionale | Proporzionale | Maggioritario | Maggioritario | Maggioritario |  |
| Liste          | Liste                                       | Voti          | %             | Seggi         | Voti          | %             | Seggi         |  |
| -------------- | ------------------------------------------- | ------------- | ------------- | ------------- | ------------- | ------------- | ------------- |  |
|                | Movimento 5 Stelle                          | 176 812       | 37,17         | 3             | 176 812       | 37,17         | 2             |  |
|                | Forza Italia                                | 109 209       | 22,96         | 2             | 172 471       | 36,25         | 2             |  |
|                | Lega                                        | 29 127        | 6,12          | –             | 172 471       | 36,25         | 2             |  |
|                | Fratelli d'Italia                           | 23 392        | 4,92          | –             | 172 471       | 36,25         | 2             |  |
|                | Noi con l'Italia – UDC                      | 10 743        | 2,26          | –             | 172 471       | 36,25         | 2             |  |
|                | Partito Democratico                         | 73 794        | 15,51         | 1             | 88 694        | 18,64         | –             |  |
|                | +Europa                                     | 5 332         | 1,12          | –             | 88 694        | 18,64         | –             |  |
|                | Italia Europa Insieme                       | 4 887         | 1,03          | –             | 88 694        | 18,64         | –             |  |
|                | Civica Popolare                             | 4 681         | 0,98          | –             | 88 694        | 18,64         | –             |  |
|                | Liberi e Uguali                             | 14 367        | 3,02          | 1             | 14 367        | 3,02          | –             |  |
|                | CasaPound                                   | 4 789         | 1,01          | –             | 4 789         | 1,01          | –             |  |
|                | Potere al Popolo!                           | 4 776         | 1,00          | –             | 4 776         | 1,00          | –             |  |
|                | Il Popolo della Famiglia                    | 3 764         | 0,79          | –             | 3 764         | 0,79          | –             |  |
|                | Italia agli Italiani (FN - MSFT)            | 3 468         | 0,73          | –             | 3 468         | 0,73          | –             |  |
|                | Partito Valore Umano                        | 2 919         | 0,61          | –             | 2 919         | 0,61          | –             |  |
|                | Partito Comunista                           | 2 342         | 0,49          | –             | 2 342         | 0,49          | –             |  |
|                | Per una Sinistra Rivoluzionaria (PCL - SCR) | 736           | 0,15          | –             | 736           | 0,15          | –             |  |
|                | Lista del Popolo per la Costituzione        | 596           | 0,13          | –             | 596           | 0,13          | –             |  |
| Totale         | Totale                                      | 475 734       | 100           | 7             | 475 734       | 100           | 4             |  |
|                |                                             |               |               |               |               |               |               |  |
| Schede bianche | Schede bianche                              | 7 416         | 1,49          |               |               |               |               |  |
| Schede nulle   | Schede nulle                                | 15 135        | 3,04          |               |               |               |               |  |
| Votanti        | Votanti                                     | 498 285       | 62,24         |               |               |               |               |  |
| Elettori       | Elettori                                    | 800 537       |               |               |               |               |               |  |

## Eletti

### Eletti nei collegi uninominali
Eletti nel Movimento 5 Stelle
     Eletti nella coalizione di centro-destra (FI - Lega - FdI - NcI-UDC)
| Collegio uninominale | Eletto | Eletto               | Partito |
| -------------------- | ------ | -------------------- | ------- |
| 4. Catanzaro         |        | Giuseppe d'Ippolito  | M5S     |
| 6. Vibo Valentia     |        | Wanda Ferro          | FdI     |
| 7. Gioia Tauro       |        | Francesco Cannizzaro | FI      |
| 8. Reggio Calabria   |        | Federica Dieni       | M5S     |

1. ↑  In data 21.06.2022 aderisce al gruppo Insieme per il futuro.
2. ↑  In data 01.08.2022 aderisce al gruppo misto, non iscritti.

### Eletti nella quota proporzionale
| Movimento 5 Stelle                          | Forza Italia                | Partito Democratico | Lega               | Liberi e Uguali |
| ------------------------------------------- | --------------------------- | ------------------- | ------------------ | --------------- |
|                                             |                             |                     |                    |                 |
| Dalila Nesci Paolo Parentela Riccardo Tucci | Jole Santelli Maria Tripodi | Antonio Viscomi     | Domenico Furgiuele | Nico Stumpo     |

1. ↑  In data 21.06.2022 aderisce al gruppo Insieme per il futuro.
2. ↑  Dimissionaria in data 31.03.2020 (assume la carica di presidente nella giunta regionale calabrese); in data 02.04.2020 le subentra Domenico Giannetta, a sua volta dimissionario in data 07.05.2020 (opta per la carica di consigliere regionale calabrese); in data 08.05.2020 gli subentra Sergio Torromino.
3. ↑  A seguito della relazione della Giunta per le elezioni, il 4 agosto 2020 viene annullata l'elezione di Domenico Furgiuele nel collegio plurinominale Calabria 01 e contestualmente viene proclamato eletto nel collegio plurinominale Calabria 02. Resoconto della seduta 387 del 5 agosto 2020